# Laître-sous-Amance
Laître-sous-Amance är en kommun i departementet Meurthe-et-Moselle i regionen Grand Est (tidigare regionen Lorraine) i nordöstra Frankrike. Kommunen ligger i kantonen Malzéville som tillhör arrondissementet Nancy. År 2022 hade Laître-sous-Amance 353 invånare.

## Befolkningsutveckling
Antalet invånare i kommunen Laître-sous-Amance
| Referens: INSEE |